# Andrea Sartoretti
Andrea Sartoretti, född 19 juni 1971 i Perugia, är en italiensk före detta volleybollspelare. Sartoretti tog silver vid OS 1996 och 2004 och brons vid OS 2000.